# Berenice Celeita
Berenice Celeita Alayon (ook wel 'Celeyta') is een Colombiaans forensisch antropoloog en mensenrechtenactivist. Sinds 1999 is ze de directeur van de Asociacion Para la Investigacion y Accion Social (Nomadesc), een organisatie die onderzoek doet naar schendingen van mensenrechten. In 1998 won ze samen met mede Colombiaanse activisten Gloria Florez, Jaime Prieto en Mario Calixto de Robert F. Kennedy Human Rights Award.

## Paleis van Justitie beleg
Celeite begon haar werk als mensenrechtenactivist in reactie op het Paleis van Justitie beleg in 1985, waarbij leden van de M-19 guerrillagroep het Paleis van Justitie in Bogotá, Colombia bestormden en de werknemers gijzelden. Bij het incident kwamen 12 van de 25 rechters om het leven. Celeita deed samen met de familieleden onderzoek naar de vermissing van 11 personen tijdens de belegering.

## Nomadesc
In 1999 richtte ze Nomadesc op, een organisatie die sociale en juridische begeleiding, training en politieke belangenbehartiging aan onder andere vakbonden en sociale-, vrouwen-, inheemse-, afrodescendante- en boerenorganisaties biedt. Nomadesc werkt voornamelijk in het zuid-westen van Colombia in Valle del Cauca, Cauca, Huila en Nariño, gebieden die het zwaarst getroffen zijn door de verslechtering van het sociale en interne conflict in het land.